# 信井里駅
信井里駅（シンジョンリえき）は朝鮮民主主義人民共和国平安北道塩州郡に位置する朝鮮民主主義人民共和国鉄道省多獅島線の駅である。

## 隣の駅
朝鮮民主主義人民共和国鉄道省
多獅島線
龍岩浦駅 - 信井里駅 - 多獅島駅